# Holmsjön (Storsjö socken, Härjedalen)
Holmsjön är en sjö i Bergs kommun i Härjedalen och ingår i Ljungans huvudavrinningsområde. Sjön har en area på 0,686 kvadratkilometer och ligger 1 017,6 meter över havet. Sjön avvattnas av vattendraget Skärvagsån.

## Delavrinningsområde
Holmsjön ingår i det delavrinningsområde (696861-133288) som SMHI kallar för Utloppet av Holmsjön. Medelhöjden är 1 070 meter över havet och ytan är 11 kvadratkilometer. Det finns inga avrinningsområden uppströms utan avrinningsområdet är högsta punkten. Skärvagsån som avvattnar avrinningsområdet har biflödesordning 3, vilket innebär att vattnet flödar genom totalt 3 vattendrag innan det når havet efter 353 kilometer. Avrinningsområdet består mestadels av kalfjäll (91 procent). Avrinningsområdet har 0,93 kvadratkilometer vattenytor vilket ger det en sjöprocent på 8,5 procent.